# William Waldorf Astor
William Waldorf Astor, 1st Viscount Astor (31. marts 1848 i New York City, død 18. oktober 1919 i Brighton, Storbritannien) var en amerikansk advokat, politiker, hotelejer og filantrop. Astor var en efterkommer af den meget velhavende Astor-slægt fra New York.
Han flyttede til Storbritannien i 1890 og blev britisk statsborger i 1899. Da han flyttede fra USA var han med en anslået formue på 100 mio. dollars den rigeste mand i USA efter at have arvet en formue, da hans far døde i 1890. I 1903 købte han Hever Castle.
Han blev efterfølgende adelig i 1916. Han blev udnævnt til greve af actor i 1917 for sit Velgørenheds bidrag under krigsindsatsen (1. verdenskrig). Waldorf i Maryland er opkaldt efter ham.
Blandt flere aviser købte han The Observer i 1911, der efterfølgende forblev i familiens eje i 70 år. Han fik fire overlevende børn sammen med sin hustru Mamie.